# Kao

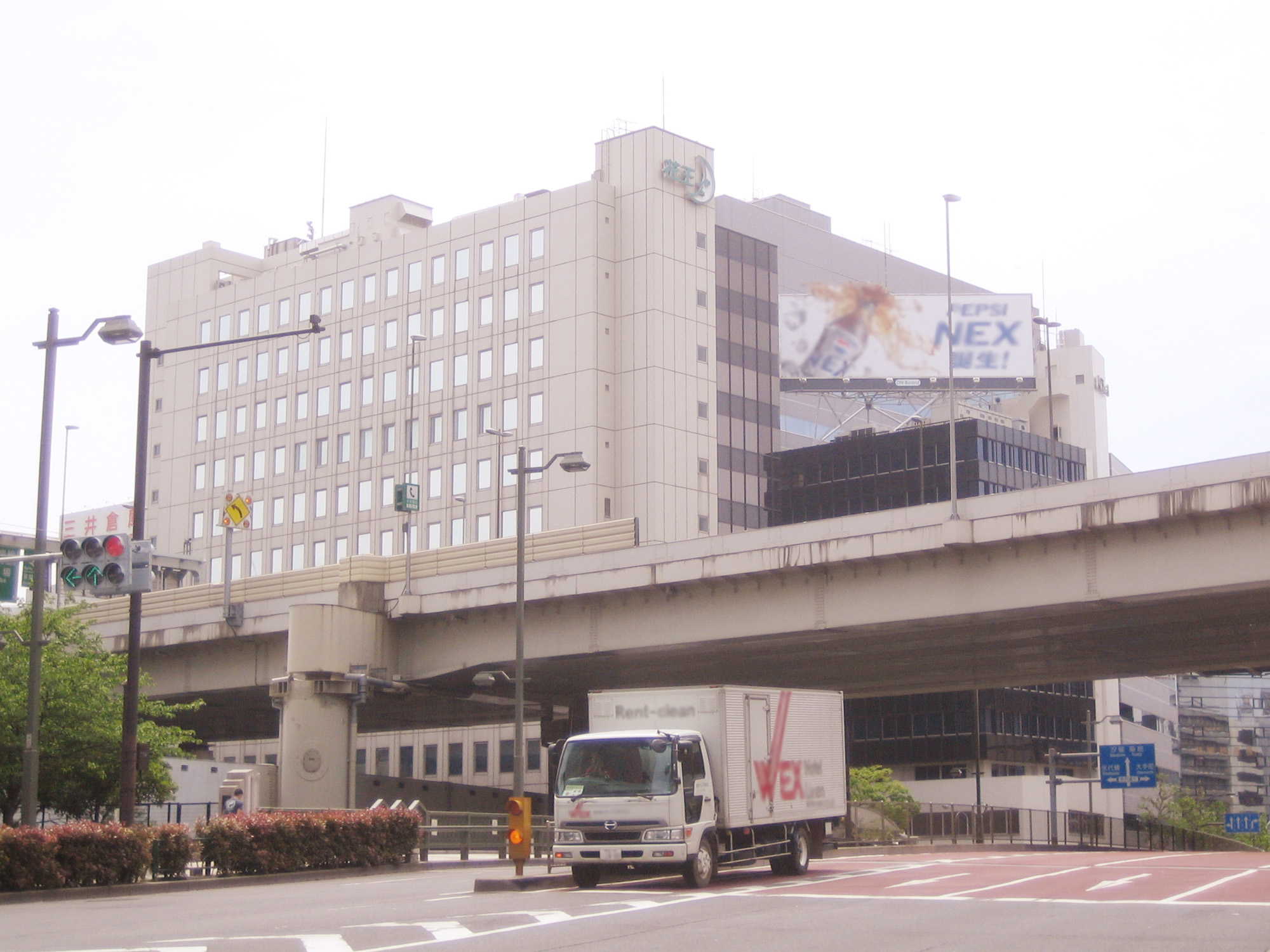
Sediul firmei, Tokio, Japonia

Kaō K. K. (花王株式会社 (Kaō Kabushiki-gaisha?) este o companie pe acțiuni japoneză listată pe Tokyo Stock Exchange, care produce în special produse chimice și cosmetice.
Firma a fost fondată de către Tomiro Nagase în 1887 ca producătoare de săpunuri de toaletă. Până în 1940 numele firmei a fost Nihon Yuki Company (日本有機株式会社?), iar între 1940 -1985  Kao Soap Company (花王石鹸株式会社?). Din 1985, numele este cel actual.
În anii 1960 și 1970, firma a deschis firme subsidiare sau fabrici în Taiwan și în alte țări ASEAN. Produse din această perioadă: detergentul New Beads, seria de produse de curățenie Magiclean, albeața Haiter, balsamul Humming.
Produse din anii 1980: detergentul Attack, seria de produse pentru piele Biore, scutecele de unică folosință Merries, seria de produse cosmetice Sofina.
În această perioadă a achiziționat o serie de firme: Andrew Jergens Company în 1988 și Goldwell AG în 1989. Tot acum a început și producția de floppy discuri.
În anii 1990 și 2000, firma a deschis subsidiare sau fabrici în China și Vietnam, și a achiziționat firmele John Frieda în 2002, Molton Brown în 2005 și Kanebo Cosmetics în 2006.